# Curia

Tribus y curias originales en la Antigua Roma.

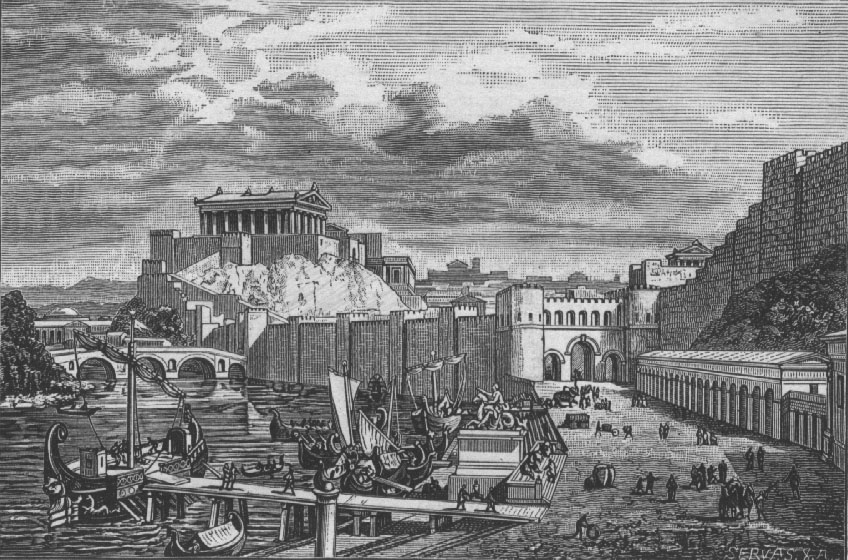
La ciudad de Roma durante los tiempos de la república. Grabado de Friedrich Polack, en el libro Geschichtsbilder (1898).

Una curia, en los tiempos de la Antigua Roma, era una subdivisión del pueblo, más o menos identificada con una tribu. Esta estratificación de la sociedad en las tres tribus originales de Roma fueron: Ramnenses, cuyo  nombre deriva de Rómulo, Titienses, que traen el suyo de Tito Tacio, y Luceres, de los cuales se ignora el origen y el porqué de su denominación. La primera tribu estaba formada por los latinos, la segunda por los sabinos y la última por los etruscos, pueblo de procedencia desconocida y que en principio dominó a los otros. Cada una de las tres tribus estaba formada por diez curias y cada una de estas por un determinado número de Gens.
De esta manera, aportaban al ejército 100 infantes y 10 jinetes por cada curia. A su vez, las 30 curias juntas formaban los Comicios curiados. 
El término curia también indica el lugar donde la tribu discutía sus asuntos.
La curia por antonomasia era la Curia Hostilia de Roma, el edificio donde el Senado Romano se reunía de forma más frecuente. El Senado, que inicialmente fue la reunión de los ancianos de todas las tribus de la ciudad (de ello su nombre, que procede del latín senex, que significa anciano), vio crecer sus poderes al tiempo que las conquistas romanas la llevaban a convertirse de un pueblo de orígenes modestos a la capital gobernante de la vasta República romana, si bien vio decrecer posteriormente estos poderes con la llegada del Imperio romano.
Durante su expansión, los romanos exportaron el modelo de la curia a cada una de las ciudades que obtenían el estatus de municipium, de forma que estas tenían su propio senado y sus propios funcionarios encargados de la administración local, si bien estos frecuentemente no eran electos, sino nombrados por el gobierno central. El único lugar donde los funcionarios eran realmente elegidos por el pueblo era la misma Roma, y durante la época imperial incluso estas elecciones, conservadas por respeto a la tradición, no tenían mayor relevancia. Los propios senadores no eran electos desde los primeros tiempos de la República, habiéndose transformado en un rasgo nobiliario hereditario.
Durante el periodo imperial, una curia pasó a ser cualquier edificio donde un gobierno local realizara sus funciones, por ejemplo, los procesos judiciales, las reuniones de gobierno o la burocracia. Pronto, el término empezó a ser utilizado también para referirse a las personas encargadas de la administración local.

## Los plebeyos en las Curias
Una vez abolida la monarquía, las curias, formadas por patricios y plebeyos, mantuvieron sus atribuciones legislativas.
Desde 493 a. C. la plebe, reunida en Asamblea, pudo emitir un voto regular, perdiendo importancia las Asambleas de Curia, donde los patricios y plebeyos se reunían conjuntamente.
No obstante, los Comicios Curiales conservaron inicialmente la importancia que tenían con la monarquía.

## Comicios Curiales y Comicios Centuriados

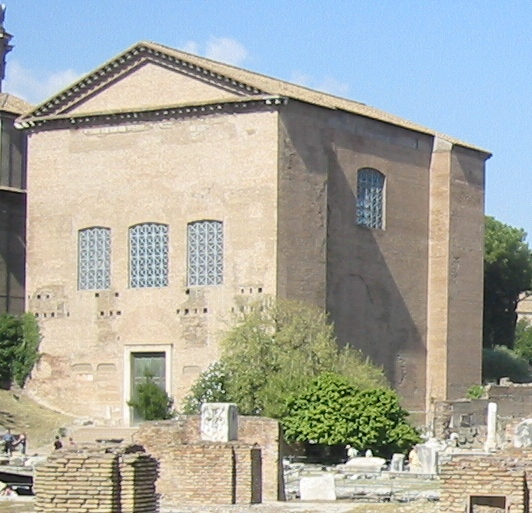
Curia Julia, edificio en el que se reunía el Senado y situado en el Foro.

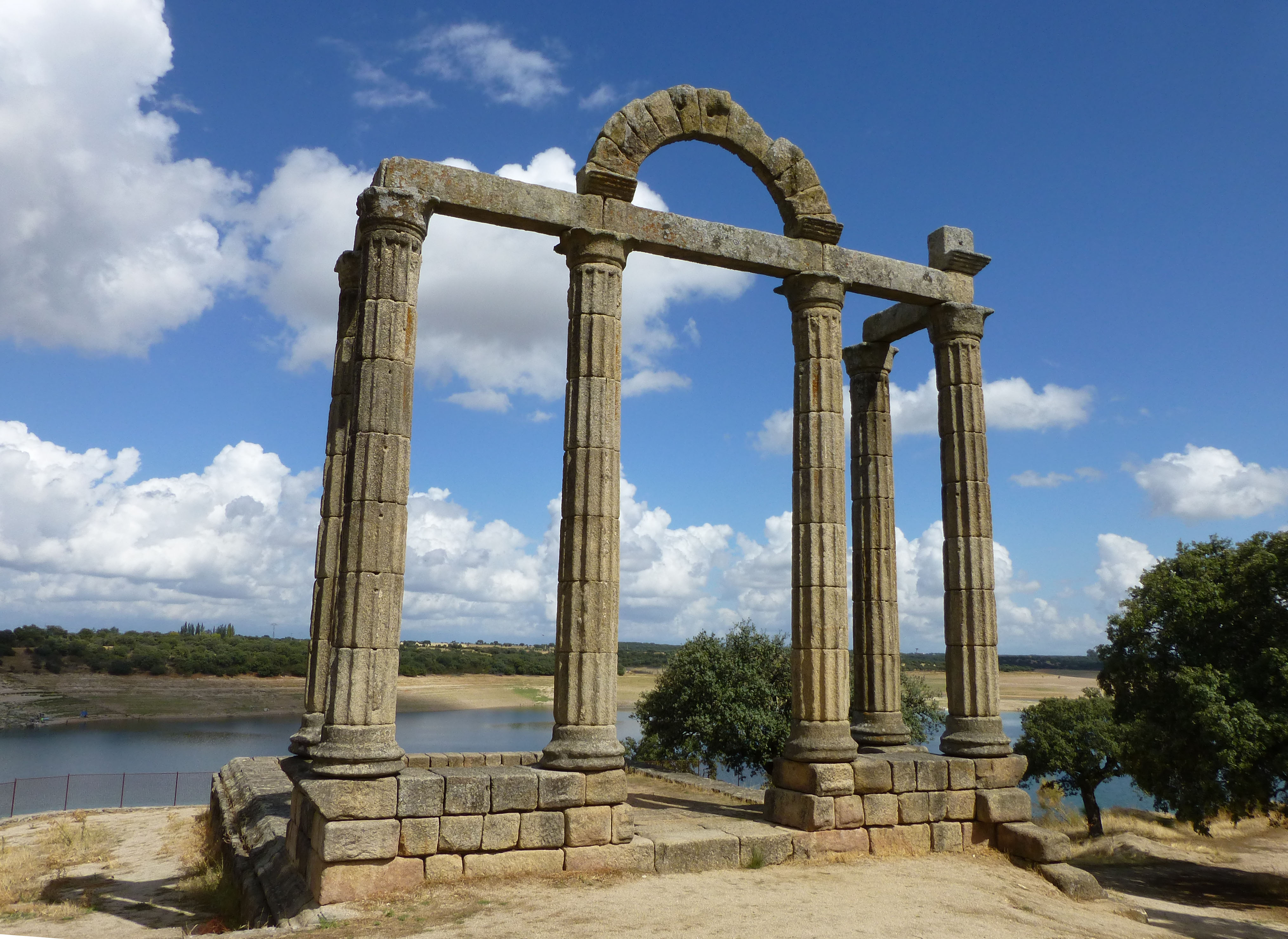
Restos del pórtico de la curia de Augustobriga, Extremadura (España).

Pero los Comicios Curiales perdieron atribuciones en favor de la nueva división por ciudadanos sujetos al servicio militar o centurias. Así, hubo un fraccionamiento de las funciones de los Comicios o Asambleas Curiales en favor de los Centuriados.
Los Comicios o Asambleas Curiales conservaron las siguientes funciones:
- Actos formales o que interesan solo a particulares.
- Recibir juramentos de fidelidad de cónsules y dictadores.
- Autorizaciones para testar (adrogación).

A las Asambleas o Comicios Centuriados correspondía:
- La elección de cónsules y senadores y después también otros magistrados (si bien, algún tiempo después, la elección de cuestores, ediles y otros magistrados inferiores pasó a los comicios por tribus).
- La declaración de guerra y aprobación de acuerdos de paz.
- La admisión o rechazo de leyes.
- Las apelaciones en causas criminales.
- Realizar concesiones de ciudadanía.
- Fundar colonias.

Las votaciones en los Comicios Curiales no eran igualitarias. Solo los padres de familia tenían voto, estando excluidos mujeres y esclavos/as. La admisión de los plebeyos había dado la mayoría a las capas humildes. Por esto, las reformas tendieron a quitar poderes a estas Asambleas en favor de los Comicios Centuriados, donde no era preponderante la influencia de la nobleza o patriciado, pero sí de los ricos, y donde se votaba por centurias (cada centuria, un voto); al votar las seis centurias de caballeros (de familias distinguidas) las primeras, decidían casi siempre la votación. Las centurias de caballeros y las de primera clase reunían la mayoría. Además, todas las votaciones de los Comicios Centuriados debían ser refrendadas por la Asamblea de Patricios.
La entrada de los plebeyos (esto es, de no ciudadanos) en las curias les concedió algunos derechos de ciudadanía, pero no eran elegibles para funciones civiles o sacerdotales, ni tenían derecho a las tierras comunales de pastos. Se permitió a los hombres plebeyos asumir los cargos militares y, como luego veremos, se les reservaron puestos en el Senado; asimismo se permitió su voto en los Comicios Curiales (voto que perdió su importancia, al perder atribuciones dichos comicios). Pero existía aún una gran diferencia entre ciudadanos patricios y no ciudadanos plebeyos, y se mantuvo la prohibición de matrimonios entre ambas clases.

## La nueva división por tribus
Las cuatro primeras tribus o distritos representaban a las antiguas circunscripciones de la ciudad y alrededores. Otras dieciséis comprendían los campos o pagos (pagi) ocupados desde hacía tiempo por familias romanas. El último correspondía al distrito de Crustumerium, lugar elegido por los plebeyos para fundar una nueva ciudad.
Los votantes en las Asambleas de Tribus y los de las Asambleas por Centurias eran básicamente los mismos: todos los domiciliados en cada tribu, patricios o plebeyos, votaban por tribus; y de ellos, los aptos para el servicio militar en las Centurias. Pero en las votaciones por tribus desaparecía la distinción entre grandes y pequeños propietarios, y los ricos no votaban los primeros. Además, los Tribunos dirigían la Asamblea y las votaciones.
Estas Asambleas por Tribus fueron reconocidas formalmente como válidas por la Ley Icilia (492 a. C.) aunque sus votaciones (Plebiscita = lo que agrada al pueblo) no tuvieron fuerza de ley. Con el tiempo, sin embargo, las votaciones tribunicias acabaron adquiriendo rango de ley. 
En 486 a. C. el cónsul patricio Espurio Casio intentó un reparto de tierras para poner fin al sistema de ocupaciones y retener una parte de las tierras con un censo en favor del Tesoro. Pero la nobleza patricia se opuso tenazmente y Casio murió, abandonándose la ley, pero haciendo crecer la oposición de los plebeyos, que desde entonces aprovecharon cualquier ocasión para incrementar el poder de los tribunos, mientras que la nobleza intentaba destruir la institución.
Hacia 481 a. C. se privó a uno de los cónsules (al menos) del derecho de designar sucesor para que el pueblo lo eligiera en los Comicios Centuriados. El mismo año, un tribuno fue asesinado el mismo día que iba a lanzar la acusación contra los dos cónsules. Hacia 471 a. C., el número de tribunos pasó de dos a cinco, quizás con ocasión de la aprobación de la Ley Publilia que concedía la elección de los tribunos a los Comicios Tribunados (Comitia Tributa), quitándosela a los Comicios Curiales. En 457 a. C. el número de tribunos pasó de cinco a diez.

## Los plebiscitos
El plebiscito fue, en su origen, una decisión adoptada exclusivamente por los hombres de la plebe, sin intervención de los patricios. La Asamblea estaba presidida por un plebeyo, un tribuno popular o un edil popular. Todos los votantes eran hombres plebeyos y la norma votada era solo para los plebeyos (en este caso hombres y mujeres), no obligando a nadie más. El acuerdo adoptado era tan solo un acuerdo (scitum) y la Asamblea no tenía el carácter de comicios, sino de consejo (concilium).
A diferencia de las leyes, no precisaba de los auspicios previos ni del refrendo del Senado.

## La Ley de las XII Tablas
La ley de las XII Tablas (lex duodecim tabularum o duodecim tabularum leges) fue un texto legal que contenía normas para regular la convivencia del pueblo romano. También recibió el nombre de ley decenviral. Por su contenido, se dice que pertenece más al derecho privado que al derecho público.
La ley se publicó al principio en doce tablas de madera y, posteriormente, en doce planchas de bronce que se expusieron en el Foro. Debido a que no queda vestigio alguno de su existencia, algún autor ha llegado a sugerir que no existieron.
Su desaparición puede explicarse por el saqueo que sufrió Roma hacia el año 400 a. C. por los galos. Se cree que se destruyeron y, por algún motivo, no se reprodujeron con posterioridad. Esta última teoría parece estar apoyada por las abundantes referencias que de ellas hacen los autores antiguos.
El historiador Tito Livio dijo de ellas que eran la fuente de todo el derecho romano tanto público como privado. Por su parte, el orador y abogado Cicerón afirmó que los niños varones aprendían su contenido de memoria.

## Elecciones
Desde mediados del siglo V a. C., la nobleza empezó a practicar acciones fraudulentas: para asegurar el triunfo de un patricio en una votación, presentaban a varios candidatos plebeyos (dividiendo entre ellos el voto plebeyo); se impedía con coacciones u otros medios la presentación de candidatos plebeyos populares que pudieran hacer sombra a un candidato patricio; y si todo fracasaba, los comicios eran anulados por los sacerdotes, alegando alguna infracción religiosa.
Por tanto, aunque desde el año 445 a. C. los plebeyos podían ser elegidos Tribunos Militares con potestad consular, y desde 421 a. C. podían ser elegidos Cuestores Militares, ningún plebeyo resultó elegido hasta pasados muchos años. El primer cuestor militar plebeyo fue elegido en 409 a. C. y el primer Tribuno Militar con potestad consular fue elegido el año 400 a. C.

## Las asambleas
Las Asambleas ciudadanas conservaban el poder, pero desde 449 a. C., la ley otorgó idéntico valor a los Comicios Centuriados y a los Tribunados, salvo en la elección de cónsules y censores, que correspondían exclusivamente a las Centurias, donde no se votaba por individuos varones como en las Tribus, sino según la riqueza (para votar en ambos comicios era necesario ser propietario). Las modificaciones legales de Quinto Fabio Ruliano aseguraron la preeminencia de los propietarios en las tribus (que habían pasado a ser 31 el año 241 a. C.) y estableció el servicio militar para los hombres libres no propietarios, a los que se permitió entrar en las centurias.
Los cargos electivos aumentaron. En 362 a. C. el pueblo designaba a los tribunos de una de las legiones. El año 301 a. C. ya designaba a los de cuatro legiones.

## Curias municipales
En el Imperio romano, al concejo de una ciudad se le conocía como curia o, a veces, ordo o boule. La existencia de este órgano de gobierno era símbolo de una ciudad independiente. Las curias municipales tenían una estructura de asamblea permanente, que se encargaba de velar por las leyes, el orden o las costumbres y, sus miembros, los decuriones, se asentaban de por vida. Su número variaba mucho según el tamaño de la ciudad. En el Imperio de Occidente, cien parece haber sido un número común, pero en Oriente, quinientos eran los habituales, siguiendo el modelo de la Boulé ateniense. Sin embargo, en el siglo IV, los deberes curiales se habían vuelto demasiado onerosos y era difícil cubrir todos los puestos, por lo que, a menudo, hubo que nominar candidatos. El emperador Constantino eximió a los cristianos de servir en las curiae, lo que llevó a muchos paganos ricos a afirmar ser sacerdotes para escapar de estos deberes.